# Hrvatski nogometni kup 2015./16.
Hrvatski nogometni kup 2015./16. je dvadeset i peto izdanje Hrvatskog nogometnog kupa. U natjecanju sudjeluje ukupno 48 klubova. Naslov pobjednika je obranio Dinamo iz Zagreba. 

## Pretkolo
Ždrijeb parova pretkola kupa je održan 4. kolovoza 2015. Susreti su igrani 25. i 26. kolovoza 2015.
| Domaći sastav         | Rezultat           | Gostujući sastav         | Napomene                                             |
| --------------------- | ------------------ | ------------------------ | ---------------------------------------------------- |
| Koprivnica            | 0:2 ↓a2            | HAŠK Zagreb              |                                                      |
| Oštrc Zlatar          | 1:0 ↓a2            | Mosor Žrnovnica          |                                                      |
| Duga Resa 1929        | 2:2 (5:3 11 m) ↓a2 | Slavonija Požega         | Duga Resa 1929 prošla nakon izvođenja jedanaesteraca |
| Bistra (Donja Bistra) | 1:5 ↓a2            | Lekenik                  |                                                      |
| Segesta Sisak         | 0:1 ↓a2            | Mladost Ždralovi         |                                                      |
| Croatia Grabrovnica   | 4:0 ↓a2            | Sloga Čakovec            |                                                      |
| Suhopolje             | 0:2 ↓a2            | Tehničar 1974 Cvetkovec  |                                                      |
| Zagora Unešić         | 2:3 ↓a1            | Gorica (Velika Gorica)   |                                                      |
| Vuteks Sloga Vukovar  | 1:2 ↓a2            | Funtana                  |                                                      |
| Omladinac Gornja Vrba | 6:1 ↓a2            | Sloga Novi Mikanovci     |                                                      |
| Nedelišće             | 3:3 (3:4 11 m) ↓a2 | Sloga Nova Gradiška      | Sloga prošla nakon izvođenja jedanaesteraca          |
| Zmaj Blato na Korčuli | 1:1 (3:0 11 m) ↓a2 | Đakovo-Croatia           | Zmaj prošao nakon izvođenja jedanaesteraca           |
| Opatija               | 5:1 ↓a2            | Polet Cestica            |                                                      |
| Bednja Beletinec      | 0:0 (5:3 11 m) ↓a2 | Primorac Biograd na Moru | Bednja prošla nakon izvođenja jedanaesteraca         |
| Nehaj Senj            | 3:2 ↓a2            | BSK Bijelo Brdo          |                                                      |
| Jadran Poreč          | 4:1 ↓a1            | ZET Zagreb               |                                                      |

 ↑a1  - igrano 25. kolovoza 2015. 

↑a2  - igrano 26. kolovoza 2015. 

## Šesnaestina završnice
Parovi šesnaestine završnice su utvrđeni 28. kolovoza 2015., a susreti su planirani za 23. rujna 2015. Četiri susreta su odigrana 22. rujna, dok je deset susreta igrano 23. rujna, a dva nisu igrana zbog odustajanja momčadi.
| Domaći sastav           | Rezultat           | Gostujući sastav           | Napomene                                        |
| ----------------------- | ------------------ | -------------------------- | ----------------------------------------------- |
| Oštrc Zlatar            | 1:7 ↓b1            | Dinamo Zagreb              |                                                 |
| Sloga Nova Gradiška     | 0:7 ↓b2            | Hajduk Split               |                                                 |
| Bednja Beletinec        | 0:10 ↓2            | Rijeka                     |                                                 |
| Duga Resa 1929          | 1:3 ↓b1            | Osijek                     |                                                 |
| Tehničar 1974 Cvetkovec | 0:3 ↓b2            | Slaven Belupo Koprivnica   | Tehničar 1974 domaćin u Ludbregu                |
| Omladinac Gornja Vrba   | 0:6 ↓b2            | Cibalia Vinkovci           |                                                 |
| Nehaj Senj              | 0:8 ↓b2            | Lokomotiva Zagreb          |                                                 |
| Croatia Grabrovnica     | 0:2 ↓b2            | Istra 1961 Pula            |                                                 |
| Mladost Ždralovi        | 3:0 b.b. ↓b3       | VŠNK-Varaždin              | VNŠK-Varaždin odustao od natjecanja             |
| Funtana                 | 0:3 ↓b2            | Zagreb                     |                                                 |
| Jadran Poreč            | 0:3 ↓b1            | Zadar                      |                                                 |
| Lekenik                 | 1:0 ↓b2            | Vinogradar Mladina         | Lekenik prošao nakon produžetaka                |
| Zmaj Blato na Korčuli   | 2:3 ↓b1            | Inter Zaprešić             |                                                 |
| Gorica (Velika Gorica)  | 0:0 (4:5 11 m) ↓b2 | Šibenik                    | Šibenik prošao boljim izvođenjem jedanaesteraca |
| Opatija                 | 4:0 ↓b2            | Zelina (Sveti Ivan Zelina) |                                                 |
| Pomorac Kostrena        | 0:3 b.b. ↓b3       | HAŠK Zagreb                | Pomorac odustao od natjecanja                   |

 ↑b1  - igrano 22. rujna 2015. 

↑b2  - igrano 23. rujna 2015. 

↑b3  - utakmica nije igrana radi odustajanja momčadi, rezultat 3:0 pro forte 

## Osmina završnice
Utakmice su igrane 27. i 28. listopada 2015.
| Domaći sastav    | Rezultat           | Gostujući sastav         | Napomene                                           |
| ---------------- | ------------------ | ------------------------ | -------------------------------------------------- |
| Mladost Ždralovi | 1:3 ↓c1            | Dinamo Zagreb            |                                                    |
| Lekenik          | 1:5 ↓c2            | Hajduk Split             |                                                    |
| Opatija          | 0:3 ↓c2            | Rijeka                   |                                                    |
| HAŠK Zagreb      | 0:2 ↓c2            | Osijek                   |                                                    |
| Šibenik          | 0:2 ↓c1            | Slaven Belupo Koprivnica |                                                    |
| Inter Zaprešić   | 0:0 (4:3 11 m) ↓c1 | Cibalia Vinkovci         | Inter prošao boljim izvođenjem jedanaesteraca      |
| Zadar            | 2:2 (4:5 11 m) ↓c2 | Lokomotiva Zagreb        | Lokomotiva prošla boljim izvođenjem jedanaesteraca |
| Zagreb           | 2:1 ↓c2            | Istra 1961 Pula          | Zagreb prošao nakon produžetaka                    |

 ↑c1  - igrano 27. listopada 2015. 

↑c2  - igrano 28. listopada 2015. 

## Četvrtzavršnica
Igra se na jednu dobivenu utakmicu. Redovni termin za odigravanje utakmica je 2. prosinca 2015.
| Domaći sastav            | Rezultat           | Gostujući sastav | Napomene                                               |
| ------------------------ | ------------------ | ---------------- | ------------------------------------------------------ |
| Inter Zaprešić           | 0:1 ↓d3            | Dinamo Zagreb    |                                                        |
| Zagreb                   | 1:2 ↓d1            | Hajduk Split     |                                                        |
| Lokomotiva Zagreb        | 0:1 ↓d2            | Rijeka           |                                                        |
| Slaven Belupo Koprivnica | 1:1 (4:1 11 m) ↓d1 | Osijek           | Slaven Belupo prošao boljim izvođenjem jedanaesteraca. |

 ↑d1  - igrano 2. prosinca 2015. 

↑d2  - igrano 8. prosinca 2015. 

↑d3  - igrano 10. veljače 2016.

## Poluzavršnica
Poluzavršnica kupa se igra na dvije utakmice - jednu doma, drugu gostujuću. 
| Domaći sastav | Ukupan rezultat | Gostujući sastav         | 1. utakmica | 2. utakmica | Napomene |
| ------------- | --------------- | ------------------------ | ----------- | ----------- | -------- |
| Rijeka        | 2:4             | Slaven Belupo Koprivnica | 2:1 ↓e1     | 0:3 ↓e3     |          |
| Hajduk Split  | 0:6             | Dinamo Zagreb            | 0:2 ↓e2     | 0:4 ↓e4     |          |

 ↑e1  - igrano 15. ožujka 2016. 

↑e2  - igrano 16. ožujka 2016. 

↑e3  - igrano 5. travnja 2016. 

↑e4  - igrano 6. travnja 2016.

## Završnica
| 10. svibnja 2016. 18:00  |            |                          |                                                                                                |
| Dinamo Zagreb            | 2 : 1      | Slaven Belupo Koprivnica | stadionu Gradski vrt, Osijek Broj gledatelja: 2.282 Sudac: Ante Vučemilović-Šimunović (Osijek) |
| Pjaca 31' (11 m) Rog 77' | hns-cff.hr | 61' Ejupi                | stadionu Gradski vrt, Osijek Broj gledatelja: 2.282 Sudac: Ante Vučemilović-Šimunović (Osijek) |

Dinamo pobjednik Hrvatskog nogometnog kupa za sezonu 2015./16.

## Poveznice
- MaxTV Prva HNL 2015./16.
- 2. HNL 2015./16.
- 3. HNL 2015./16.
- 4. rang HNL-a 2015./16.
- 5. rang HNL-a 2015./16.
- 6. rang HNL-a 2015./16.
- 7. rang HNL-a 2015./16.